# Rovio
Rovio, in der alpinlombardischen Ortsmundart Röf [røːf], ist eine Ortschaft in der politischen Gemeinde Val Mara im Schweizer Kanton Tessin.

## Geographie
Das Dorf liegt 230 Meter über dem Luganersee am Fuss des Monte Sant’Agata (942 m ü. M.), eines Ausläufers des Monte Generoso, auf rund 500 Meter Höhe.

## Geschichte
Der Ort wurde erstmals 852 bezeugt («res illa de Rovi»). Es handelt sich dabei wahrscheinlich um ein Phytotoponym. Vielleicht liegt in der Namenform ein alter Plural oder ein Reflex des Lokativs des lateinischen Substantivs rǔbus (italienisch rovo) vor; Rovio würde damit «bei den Brombeeren» bedeuten.
Die Gegend war schon in der Eisen- und Römerzeit besiedelt, worauf verschiedene Funde hinweisen. Ab 1213 bildete es eine eigene Nachbarschaft (vicenza), die der Pieve Riva San Vitale unterstand. 1517 gelangte Rovio an die Vogtei Lugano. 1798 schloss es sich der kurzlebigen Repubblica di Riva San Vitale an.
Von 1897 bis 1901 verbrachte der deutsche Nobelpreisträger für Literatur Gerhart Hauptmann jedes Jahr ein paar Frühlingswochen in Rovio. Diese Aufenthalte inspirierten ihn zu seiner 1918 veröffentlichten Novelle Der Ketzer von Soana, in der er auch auf den Monte Generoso und andere Merkmale der Gegend Bezug nimmt.
Am 10. April 2022 fusionierte Rovio mit den Gemeinden Maroggia und Melano zur neuen Gemeinde Val Mara. Rovio bildet aber nach wie vor eine eigenständige Bürgergemeinde.

## Bevölkerungsentwicklung

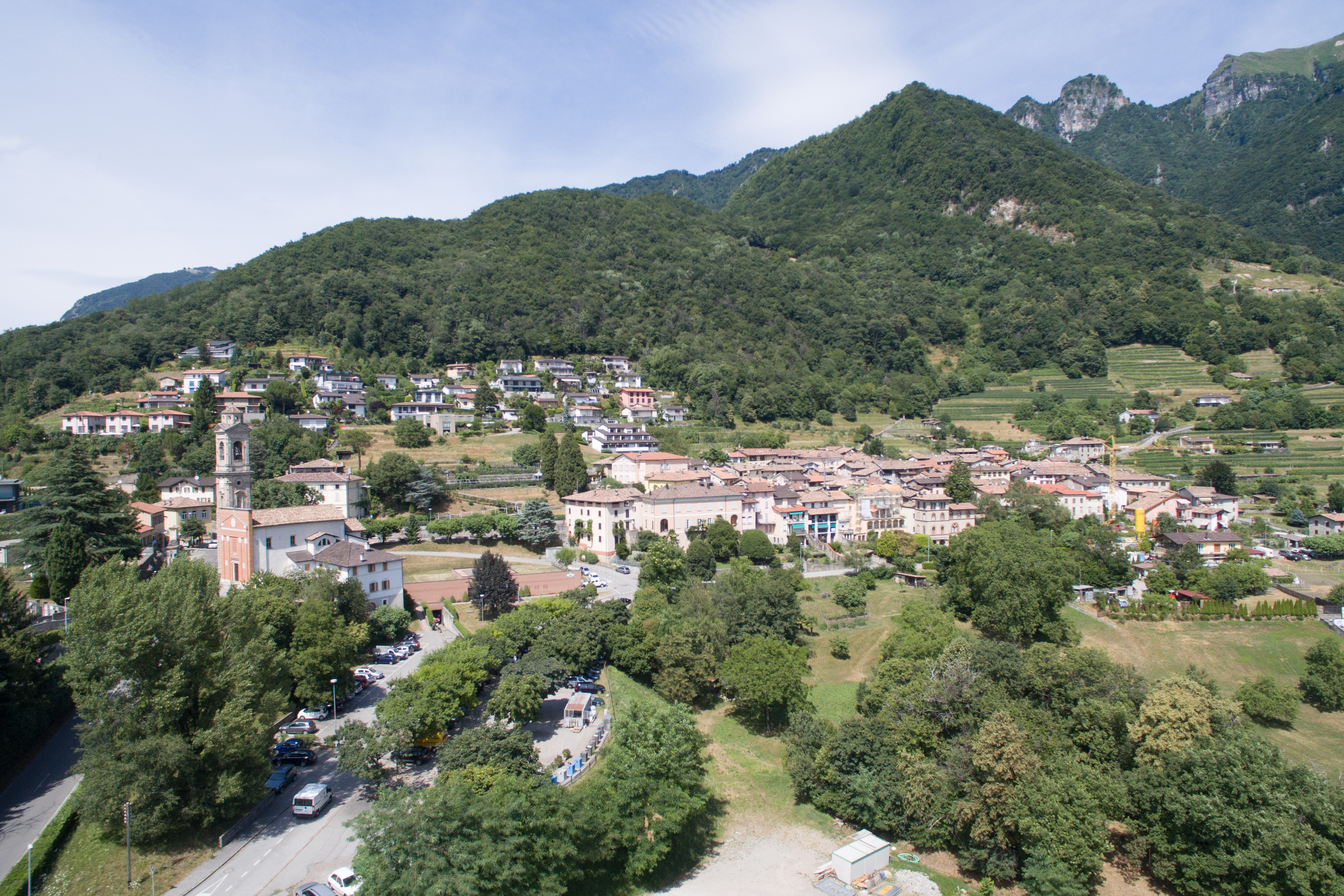
Panorama von Rovio

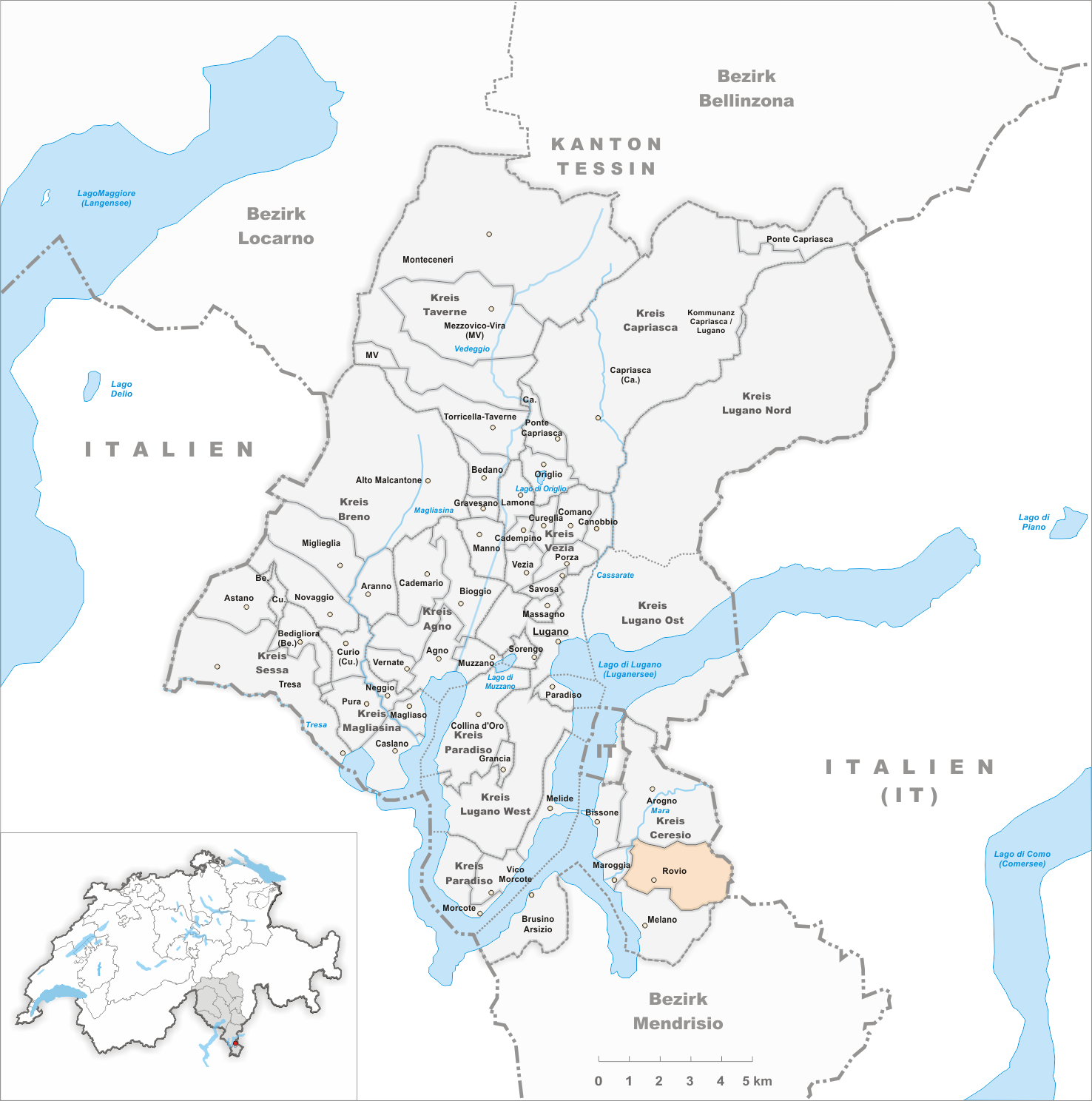
Gemeindestand vor der Fusion am 10. April 2022

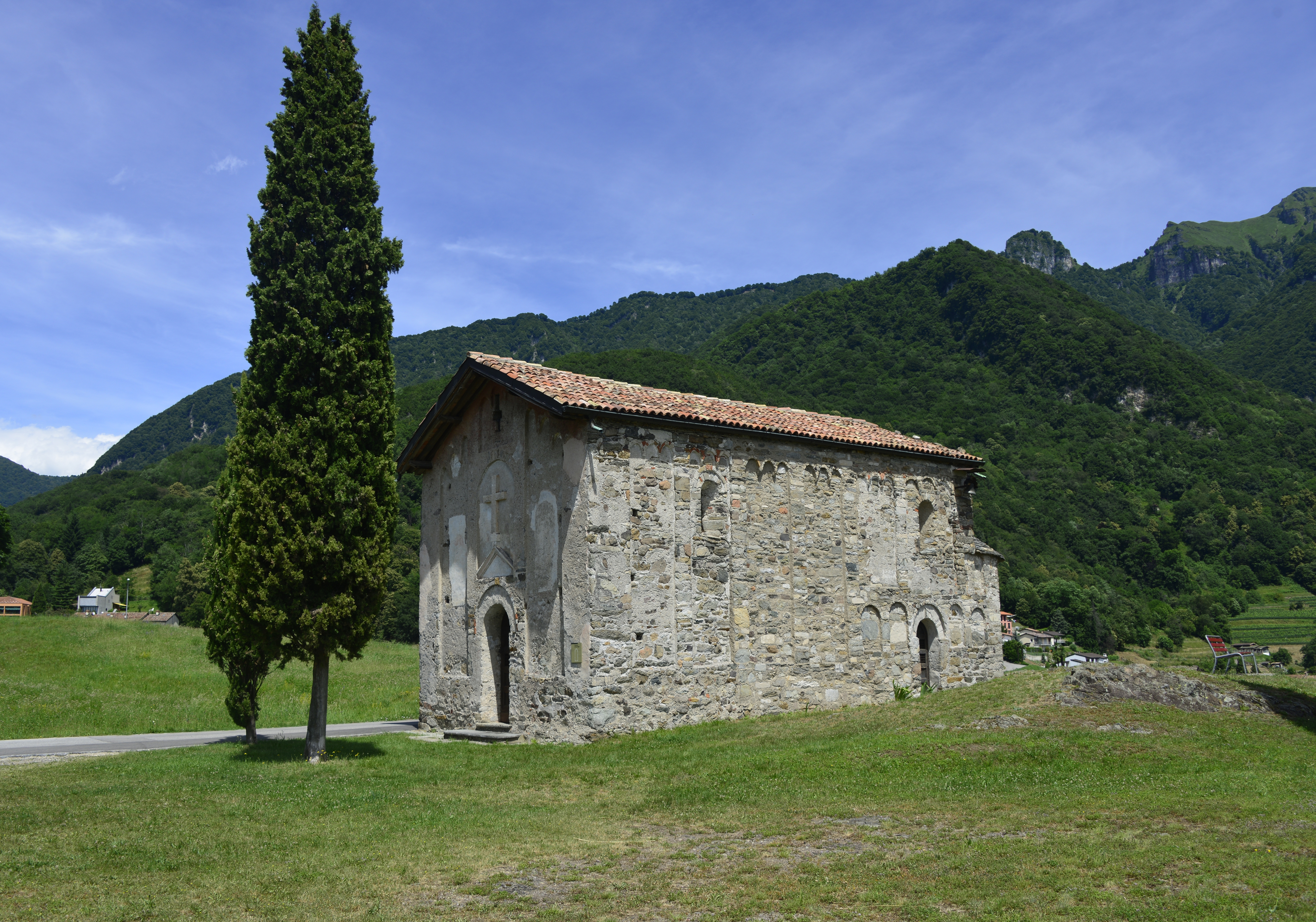
Oratorium San Vigilio

Einwohnerzahlen: Volkszählungsdaten

## Wirtschaft
Ackerbau, Viehzucht und Weinbau, aber auch Bau- und Kunsthandwerk bildeten lange Zeit die Erwerbsquellen der Einwohner Rovios. Ab 1960 geriet die Gemeinde in den Sog der Agglomeration Lugano; heute (2000) sind mehr als drei Viertel der Erwerbstätigen Wegpendler.

## Sehenswürdigkeiten

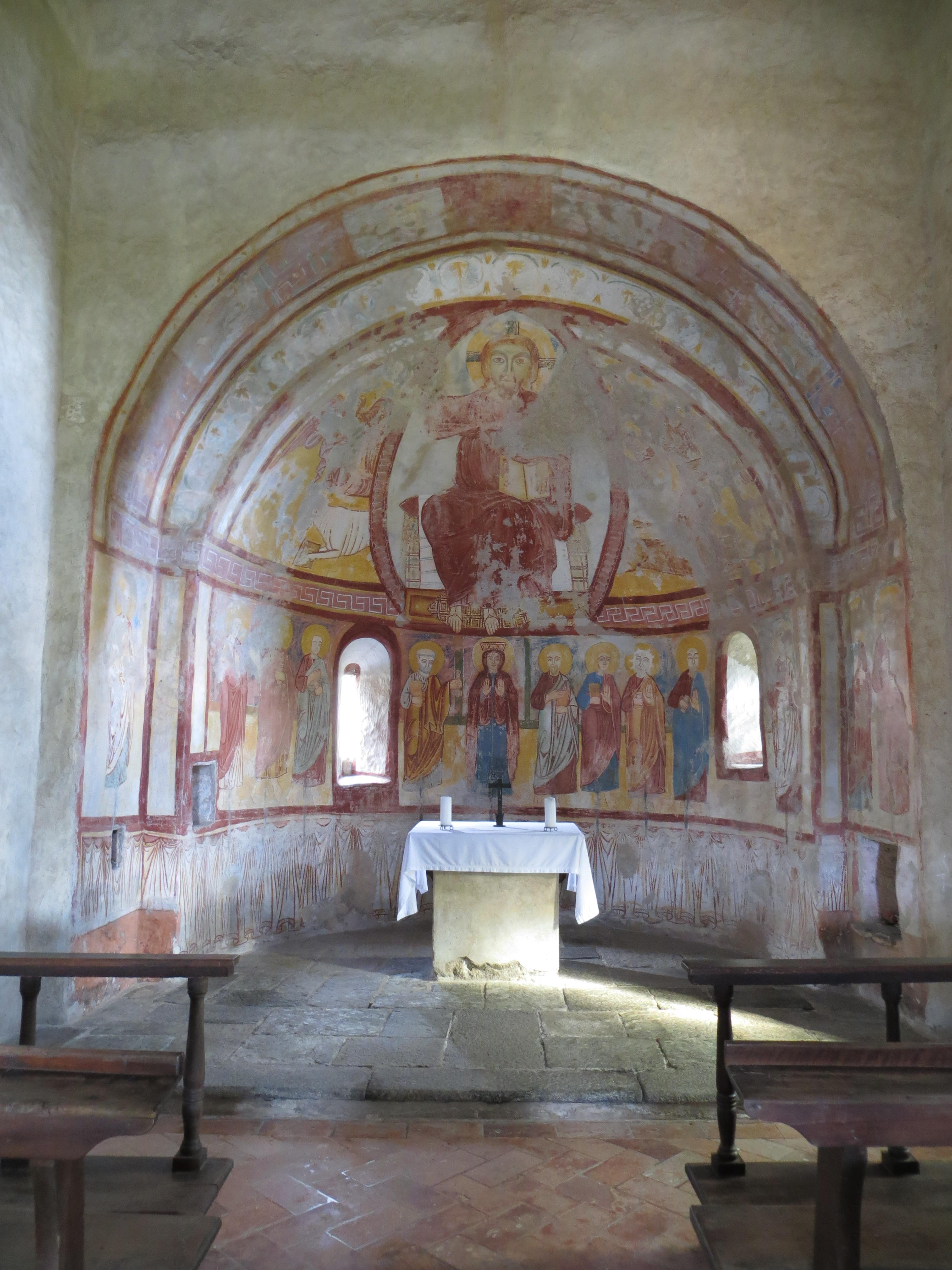
Oratorium San Vigilio, Innenansicht

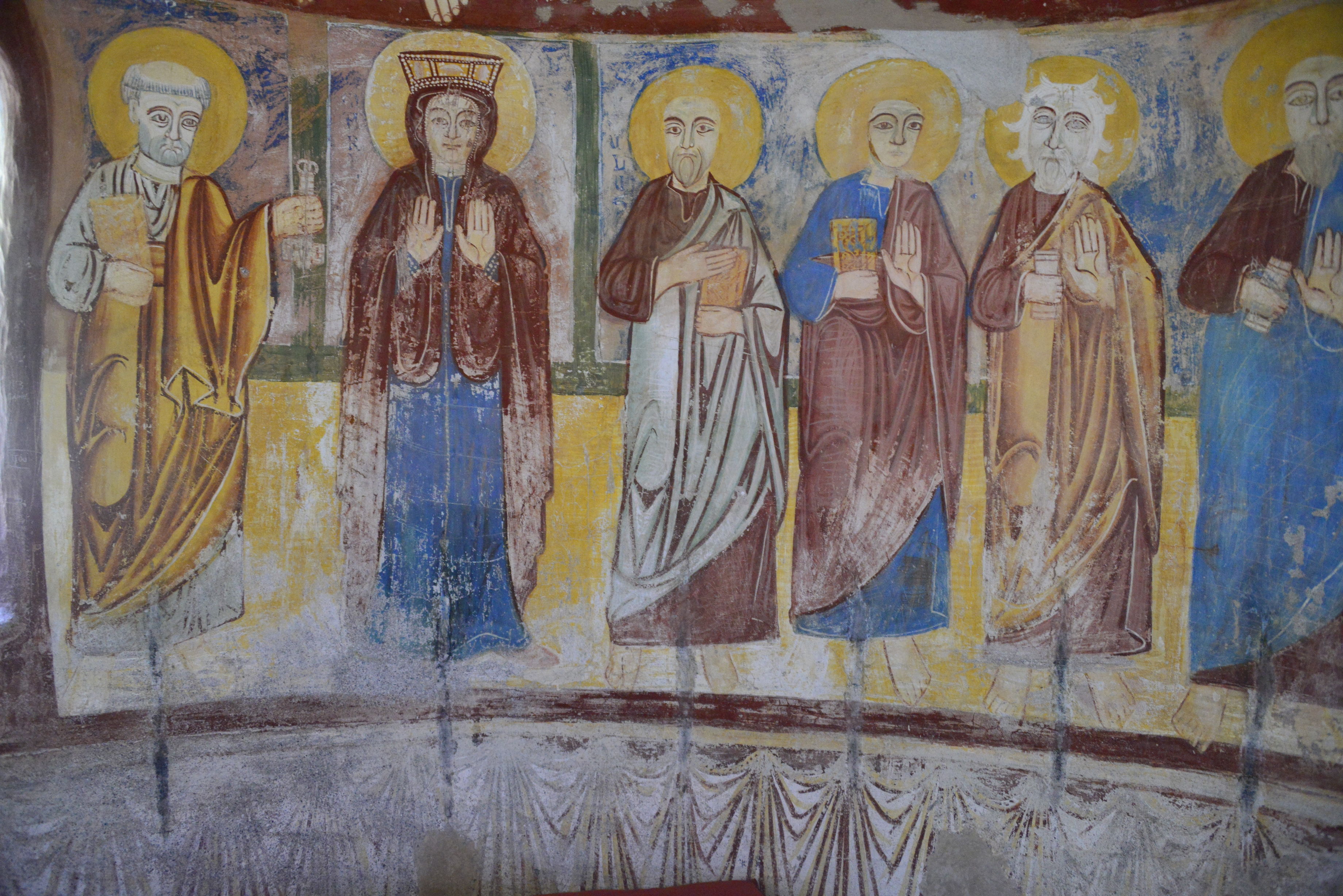
Fresken

Das Dorfbild ist im Inventar der schützenswerten Ortsbilder der Schweiz (ISOS) als schützenswertes Ortsbild der Schweiz von nationaler Bedeutung eingestuft.
Einzeln zu nennen sind:
- Pfarrkirche Santi Vitale e Agata am Dorfplatz, restauriert 1994–1997[6][7]
- barockes Oratorium Santa Maria Assunta, genannt Gesiola, bei der Ala Materna[6]
- Oratorium San Vigilio, aus dem 13. Jahrhundert[6][8][9]
- Oratorium Sant’Agata, auf dem Monte Sant’Agata[6]
- Oratorium Madonna della Provvidenza auf dem Monte Generoso, Architekt: Giacomo Alberti[6]
- trapezoidale Betkapelle mit Fresken (erstes Viertel des 17. Jahrhunderts) des Malers Giovanni Carlone[6]
- Palazzo Bagutti, heute Gemeindehaus,  neoklassischer Palazzo des 19. Jahrhunderts[6]
- Casa Carlone mit Fresken des Malers Giovanni Carlone aus den Jahren 1695–1700[6]
- Casa Groppi mit Basrelief des Stuckateurs Domenico Bagutti[6]
- sechs öffentliche Brunnen, deren Becken ehemalige römische Sarkophage sind[6]
- römische Ara an der Casa Pittaluga, die Jupiter geweiht ist[6]
- alter Waschbrunnen[6]

## Sport
- Associazione Sportiva Rovio[10]

## Film
Um das kleine Dorf wiederzubeleben, startete der im Dorf wohnhafte Künstler Yuri Catania in Anlehnung an den Spitznamen der Einwohner, «die Katzen», im Jahr 2021 sein künstlerisches Projekt Das Dorf der Katzen.